# TV Rock
TV Rock es un dúo australiano de música electrónica conformado por Grant Smillie e Ivan Gough. Son propietarios del sello discográfico Neon Records.

## Trayectoria
Este dúo australino, tuvo el privilegio de permanecer 39 semanas dentro del ARIA, con su sencillo debut "Flaunt It", un récord en la historia de este chart australiano de sencillos. La canción ganó en la categoría como “Mejor Lanzamiento Dance” en los premios ARIA en 2006. Además, han tenido no menos de 13 sencillos en la primera ubicación en las listas de dance, entre producciones originales y remixes.
Tras el éxito de temas como ‘The Others’ en colaboración con la banda indie Dukes of Windsor y "Release Me" junto a la cantante melburniana, Zoe Badwi, lanzaron en 2009, uno de los himnos de su carrera "In the Air", el cual, fue remixado por el sueco Axwell.
Otras producciones que gozaron de popularidad fueron “Been A Long Time”, lanzado en el año 2007 por el sello discográfico Axtone, consagrado gracias al remix de Laidback Luke. Fue promovido por Pete Tong, es su programa radial “Essential Selection” emitido por BBC Radio 1, y se ubicó en la cima del ARIA Club Chart.
En el año 2009, "TV Rock", también se adjudicó el puesto # 2 del ARIA Club con su sencillo “Happiness”, en el que colaboró con su colega melburniano Luke Chable. En ese mismo año, con su sello discográfico en total apogeo, produjo tres sencillos exitosos para la cantante Zoe Badwi. El primero de ellos, Release Me, permaneció 7 semanas en el # 1 en el ARIA club Chart y fue nominado para un premio ARIA como “Mejor Sencillo Dance” del 2009.
En 2010, lanzan tres nuevos éxitos con gran recepción de los clubbers. “Elevated”, que contó con los talentos vocales de Tara McDonald, fue una combinación efectiva, ya que, una vez más, logró alcanzar el primer puesto en el Club Chart ARIA. Luego, llegaría el turno de “I Am Techno”, para el sello “Size Records” de Steve Angello, y “Beatboxer” lanzado por el sello Sneakerz del holandés Sidney Samson.
Ya en el 2011, lanzan FIVEg, con la colaboración de Dave Spoon. "Diamonds In The Sky", es una colaboración con el vocalista Rudy y su compatriota australiano Hook N Sling, demostró ser una fórmula exitosa, llegando a escalar al puesto # 2 en las ARIA Club Chart, donde permaneció durante no menos de 10 semanas. También, han producido la mayoría de las canciones incluidas en el álbum debut de Zoë Badwi, titulado simplemente “Zoë”, lanzado en agosto de 2011.
Tanto Grant Smillie como Ivan Gough, producen como solistas paralelamente, por fuera del proyecto TV Rock.

## Discografía

### Álbumes de estudio
- 2006: “Sunshine City”[3]

### Sencillos
| Año  | Título                                          | Mejor posición | Mejor posición | Mejor posición | Mejor posición | Álbum               |
| Año  | Título                                          | AUS            | FIN            | NZ             | UK             | Álbum               |
| ---- | ----------------------------------------------- | -------------- | -------------- | -------------- | -------------- | ------------------- |
| 2006 | «Flaunt It» (con Seany B)                       | 1              | —              | 3              | —              | Sunshine City       |
| 2006 | «Bimbo Nation» (con Nancy Vice)                 | 32             | 11             | —              | —              | Sunshine City       |
| 2007 | «The Others» (TV Rock vs Dukes of Windsor)      | 10             | —              | —              | —              | single-only release |
| 2008 | «Release Me» (con Zoe Badwi)                    | —              | —              | —              | —              | single-only release |
| 2009 | «In the Air» (con Rudy)                         | 37             | —              | —              | 43             |                     |
| 2011 | «Diamonds in the Sky» (con Hook n Sling & Rudy) | —              | —              | —              | —              |                     |

#### Otros sencillos
- 2006: TV Rock vs. Tom Novy vs. Snap! – "The Power"
- 2007: "Speakers Gonna Blow" (con Dino)
- 2008: "Been a Long Time" (con Rudy)
- 2008: "Release Me" (con Zoe Badwi)
- 2009: "Happiness (I’m Hurting Inside)" (con Luke Chable)
- 2010: "Elevated" (con Tara McDonald)
- 2010: "I Am Techno"
- 2010: "Beatboxer"
- 2011: "FIVEg" (con Dave Spoon)
- 2011: "Save Me Now" (con Dino)

### Remixes
| 2004: - Vandalism – Girls & Boys (Ivan Gough & Grant Smillie Remix) - The Soulchip – Let's Rock (TV Rock Dirty Funker Remix) 2005: - Paris Avenue – I Want You (Grant Smillie & Ivan Gough TV Rock Mix) - Sander Kleinenberg – The Fruit (Grant Smillie And Ivan Gough's Mix) - Deepface – Been Good (Ivan Gough & Grant Smillie Remix) - Paulmac – Panic Room - Rogue Traders – Way To Go! - Freemasons – Love On My Mind (TV Rock & Dirty South Mix) - Black Fras – Moving Into Light - Nu Electric feat. Errol Reid – No Matter What - King Brain feat. Queen Nic – I'm Done - 2raumwohnung & Moguai – Sasha (Sex Secret) (TV Rock Mix) - Damien J Carter – What World 2006: - Dino Lenny – Call Me - Gary Gecko & Pigbwoy – She's Hardcore (TV Rock 'Tease' Remix) - Paris Avenue – In My Mind - MYNC Project feat. Abigail Bailey – Something On Your Mind - Dirty South feat. Boogie Fresh – Such A Freak - Supermode – Tell Me Why (TV Rock Remix) - Vandalism – Twisted (TV Rock Mix) - Fedde Le Grand – Put Your Hands Up for Detroit (TV Rock & Dirty South Melbourne Militia Remix) 2007: - Meck Feat. Dino Lenny – Feels Like Home (TV Rock Vs. Dirty South Remix) - Tune Brothers – I See You Watching - Murk Pres. Funky Green Dogs – Reach For Me (TV Rock & Dirty South Remix) - Josh Wink – Higher State of Consciouness (Dirty South & TV Rock Remix) - Scenario Rock – Skitzo Dancer (TV Rock & Dirty South Remix) - Golden Boy vs. Miss Kittin – Rippin Kittin (TV Rock Rmx) - Axwell feat. Max'C – I Found U - The Migrants – I Thought That (TV Rock Remix) (With Edit) - Michael Gray Feat. Steve Edwards – Somewhere Beyond - Groove Armada feat. Mutya – Song 4 Mutya - Armand van Helden – I Want Your Soul (TV Rock Mix) - Paul van Dyk Feat. Rea Garvey – Let Go (TV Rock Mix) - Isaac James – Darker Shades of White (TV Rock Mix) 2008: - Dirty South & Paul Harris feat. Rudy – Better Day - Supafly Inc – Be Together - Zoe Badwi – Release Me (Tv Rock Edit) | - Lil' Mo' Yin Yang – Reach (TV Rock Mix) - J. Majik & Wickaman – Crazy World (TV Rock Mix) - Morgan Page feat. Tyler James – Call My Name (TV Rock Mix) - Hook N Sling – The Best Thing - Tom Stephan & Pete Gleadall Feat. Fierce Ruling Diva – Phreekn - Laidback Luke & Roman Salzger Ft. Boogshe – Generation Noise - Stockholm Syndrome – Make You Whole (TV Rock & Luke Chable Remix) - Tune Brothers – Make Your Body Pop (TV Rock & Luke Chable Remix) - James Ash – Son Of 91 (TV Rock & Luke Chable Remix) - Perfect Beat – Dance Naked - G & G – Personal Jesus (TV Rock Remix) - D.O.N.S. feat. Terri B – You Used To Hold Me (TV Rock Remix) 2009: - Kaz James feat. Macy Gray – Can’t Hold Back (TV Rock & Luke Chable Mix) - Sneaky Sound System – 16 (TV Rock & Luke Chable Mix) - Dirty South – Alamo (TV Rock Mix) - Sunloverz feat. GTO – Love Will Set You Free - Albin Myers – Times Like These (TV Rock & Luke Chable Remix) - Zoë Badwi – Don't Wan'Cha / In The Moment (TV Rock Edit) - Evermore – Hey Boys And Girls - Da Hool – Meet Her At The Love Parade (TV Rock Remix) - Dominik de León vs. Burhan G – Everything Changes (TV Rock & Luke Chable Mix) - Bertie Blackman – Byrds Of Prey - Veerus & Livin Joy & Viani DJ & Maxie Devine – Dreamer 2009 - Chardy, Christian Luke - Because We Want To (TV Rock Re-Mode) - Eddie Thoneick Ft. Shermanology – In My Head (TV Rock & Chable Mix) 2010: - Example – Won't Go Quietly - Technero – One World (TV Rock & Luke Chable Remix) - Axwell Feat. Errol Reid – Nothing But Love - Edmond Dantes feat. MC Ramon – I Don't Know - Zoë Badwi – Freefallin (TV Rock & Nordean Remix) - Tiësto feat. Calvin Harris – Century - Nervo feat. Ollie James – Irresistible - Cristian Marchi and Nari & Milani feat. Max C – I Got You - Freemasons Feat. Wynter Gordon – Believer - Richard Dinsdale & Richard F ft. Shawnee Taylor – Give Me More - Dimitri Vegas & Like Mike – Dope Demand 2011: - The Church – Under The Milky Way - Kid Massive & Peyton – A Little Louder (Tv Rock Remix) |

## Premios y nominaciones

### Premios APRA
Los Premios APRA son presentados anualmente desde 1982 por la Australasian Performing Right Association (APRA).
| Año  | Trabajo nominado                                                                          | Categoría                     | Resultado |
| ---- | ----------------------------------------------------------------------------------------- | ----------------------------- | --------- |
| 2007 | «Flaunt It» (Sean Berchik, Ivan Gough, Grant Smillie) – TV Rock featuring Seany B         | Mejor lanzamiento dance       | Ganador   |
| 2007 | «Flaunt It» (Sean Berchik, Ivan Gough, Grant Smillie) – TV Rock featuring Seany B         | Mejor lanzamiento australiano | Nominado  |
| 2008 | «The Others» (Cory Blight, Scott Targett, Jack Weaving) – TV Rock vs the Dukes of Windsor | Mejor sencillo dance del año  | Nominado  |